# Huracán Danielle (1998)
El huracán Danielle fue la tercera tormenta en recibir nombre, segundo huracán, y la cuarta tormenta de mayor intensidad en la activa temporada de huracanes en el Atlántico de 1998, teniendo además una larga trayectoria como huracán de tipo Cabo Verde a través del océano Atlántico originándose en las costas de África el 21 de agosto, alcanzando su máxima intensidad de 170 km/h cuatro veces en su camino por el Atlántico. Tan solo unos días después del huracán Bonnie, Danielle permaneció lejos de la costa, aunque estuvo cerca del continente. Aunque no tocó tierra ni tuvo un impacto significativo sobre tierra como huracán, Danielle arremetió contra las islas británicas como un ciclón extratropical el 6 de septiembre, donde causó una importante erosión y altas marejadas justo antes de fusionarse con otra depresión extratropical cerca de Irlanda.

## Historia de la tormenta

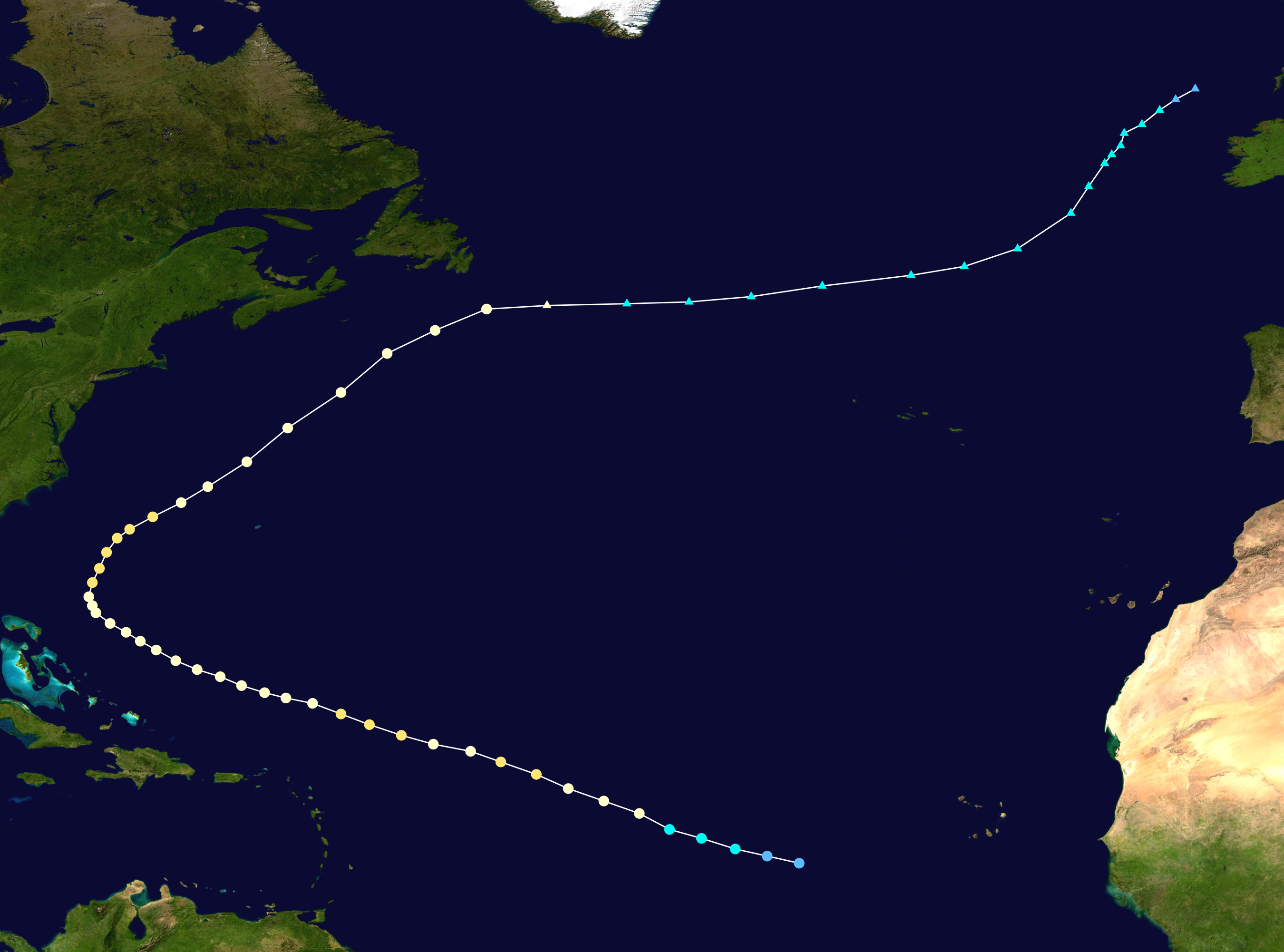
Trayectoria del huracán Danielle, perteneciente a la temporada de huracanes en el Atlántico de 1998, siguiendo los colores de la escala de huracanes de Saffir-Simpson.